# Eukleides (archont)
Eukleides (Oudgrieks Ευ̉κλειδης) was archont van het oude Athene in 403 v.Chr./402 v.Chr., maar nam zijn ambt pas waar vanaf oktober. Dit was na de verdrijving van de Dertig Tirannen. Eukleides zou Athene na Solon een nieuwe codex hebben gegeven door het verzamelen van de wetten van Solon en de psèphismata (het wegwerken van tegenspraken en oudere bepalingen) ervan. Hij voerde ook het gebruik van het Ionische alfabet in.